# Alken (Untermosel)
Alken település Németországban, Rajna-vidék-Pfalz tartományban. Lakosainak száma 697 fő (2023. december 31.).

## Fekvése
Münstermaifeldtől keletre, a Mosel partján fekvő település.

## Leírása
Alken régi házai, középkori erődje tornyának és falának maradványai érdemelnek figyelmet.
A település felett látható Thurant (Burg Thurant) 1200 körül épült kéttornyú vára, mely ma magántulajdon, megnézni csak vezetővel lehet.

## Galéria

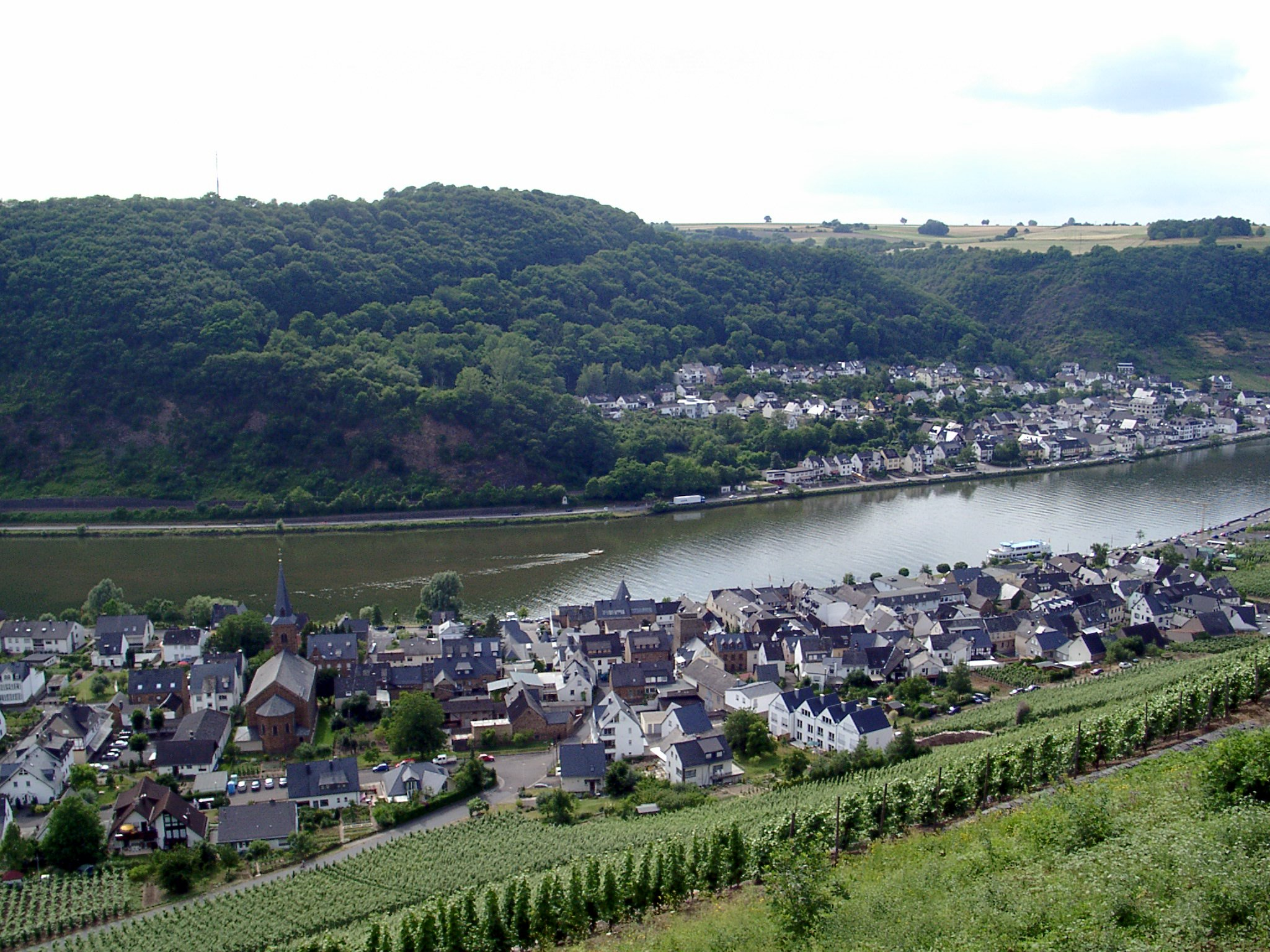
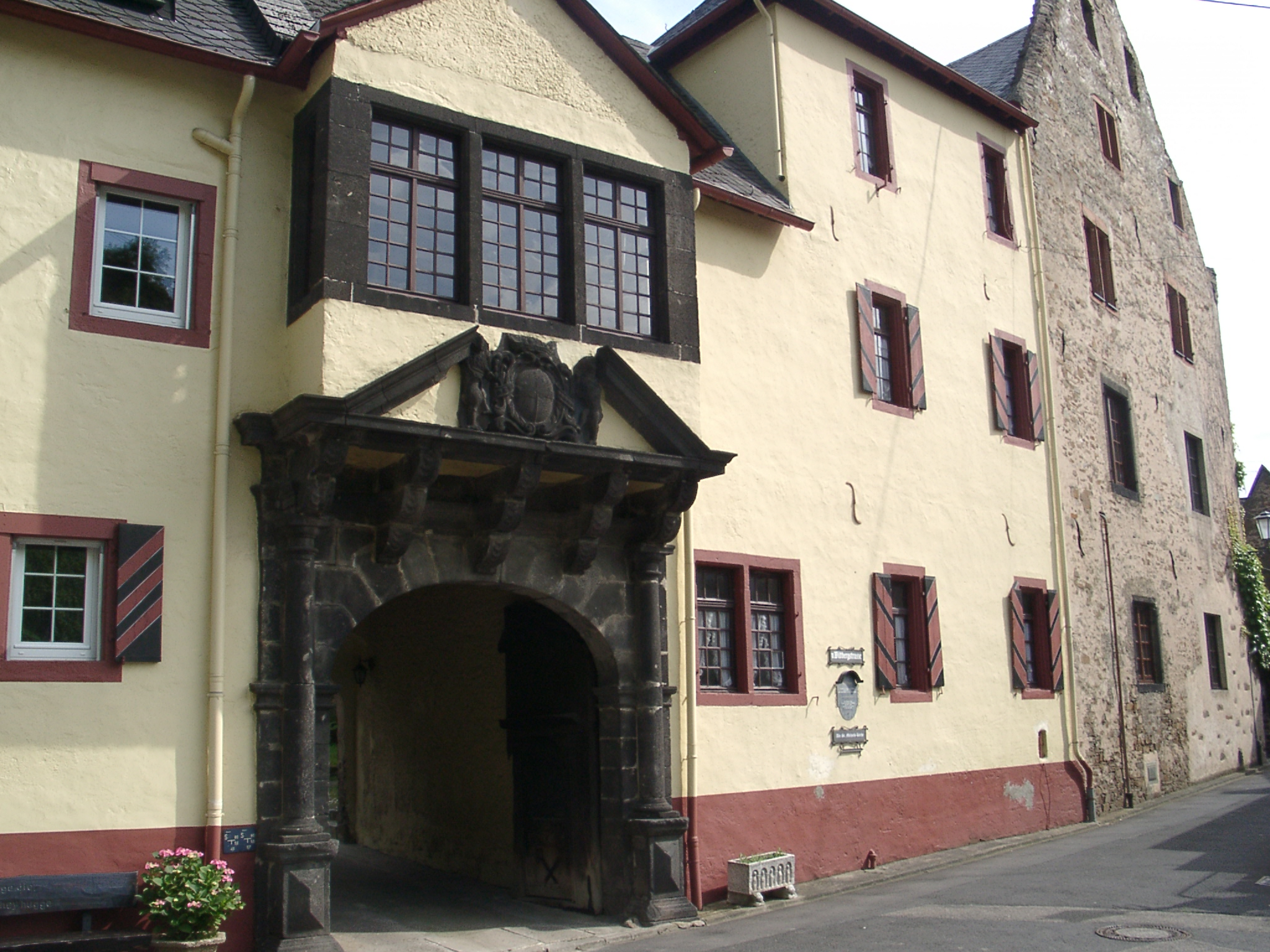
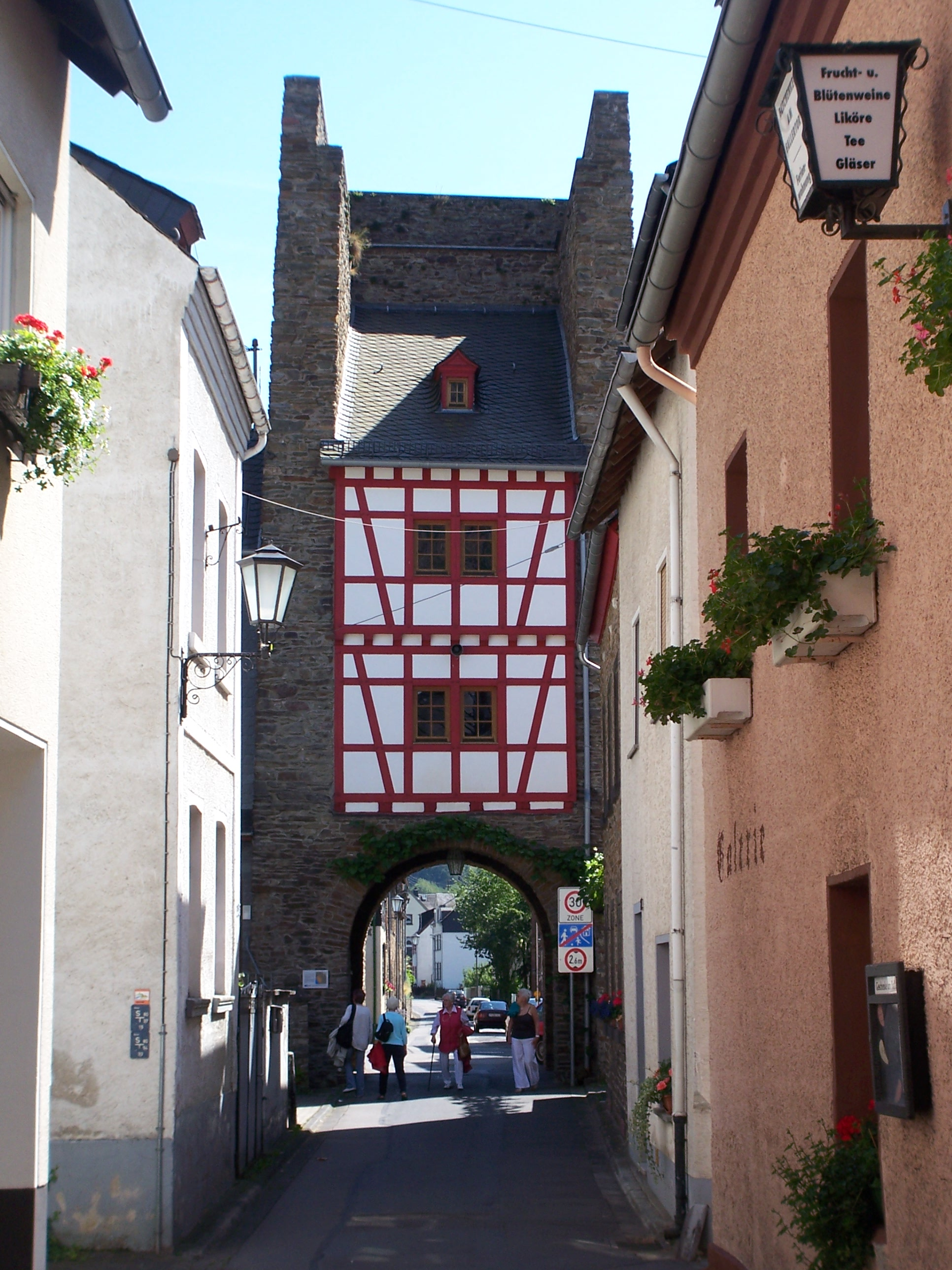
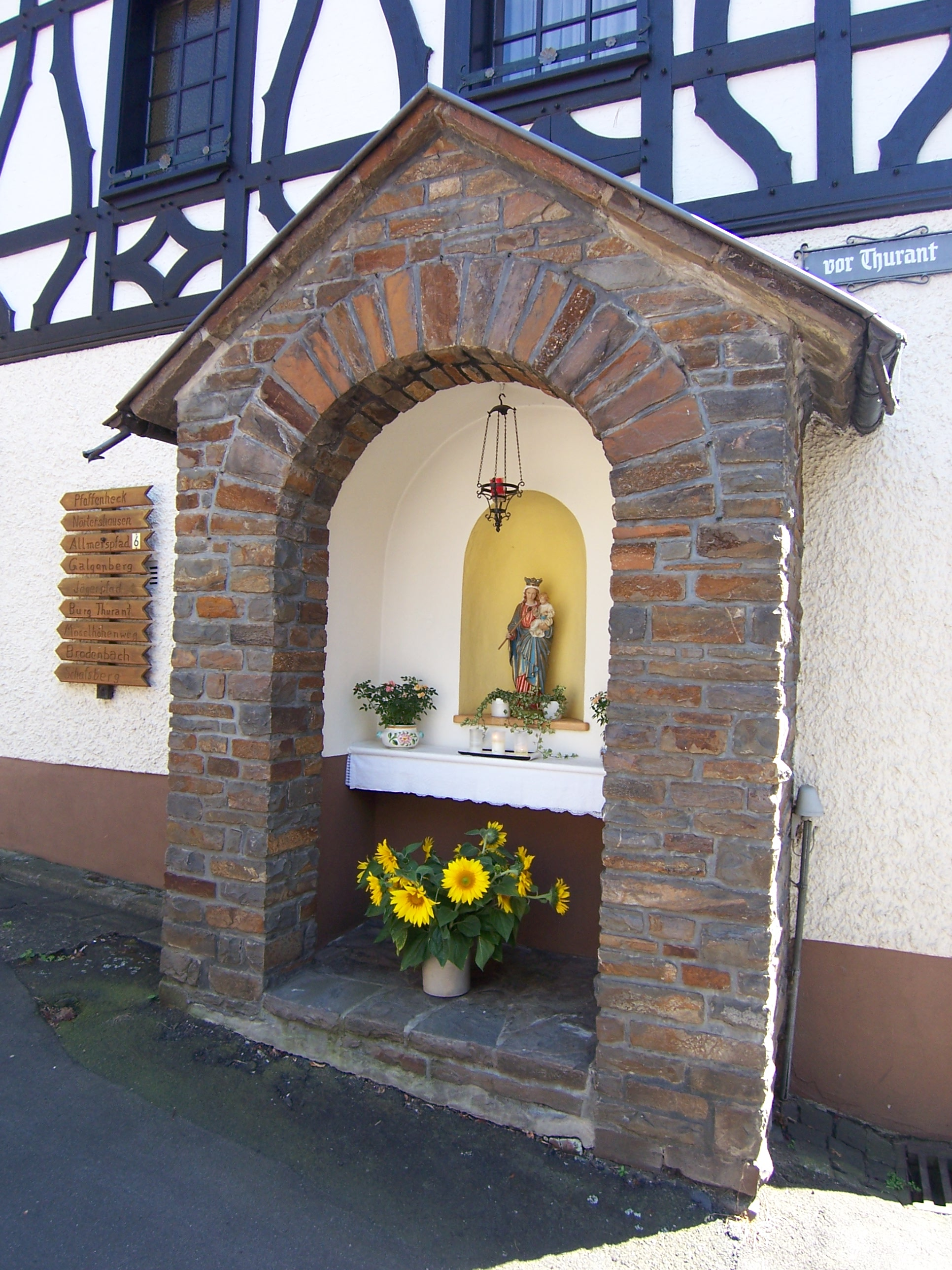
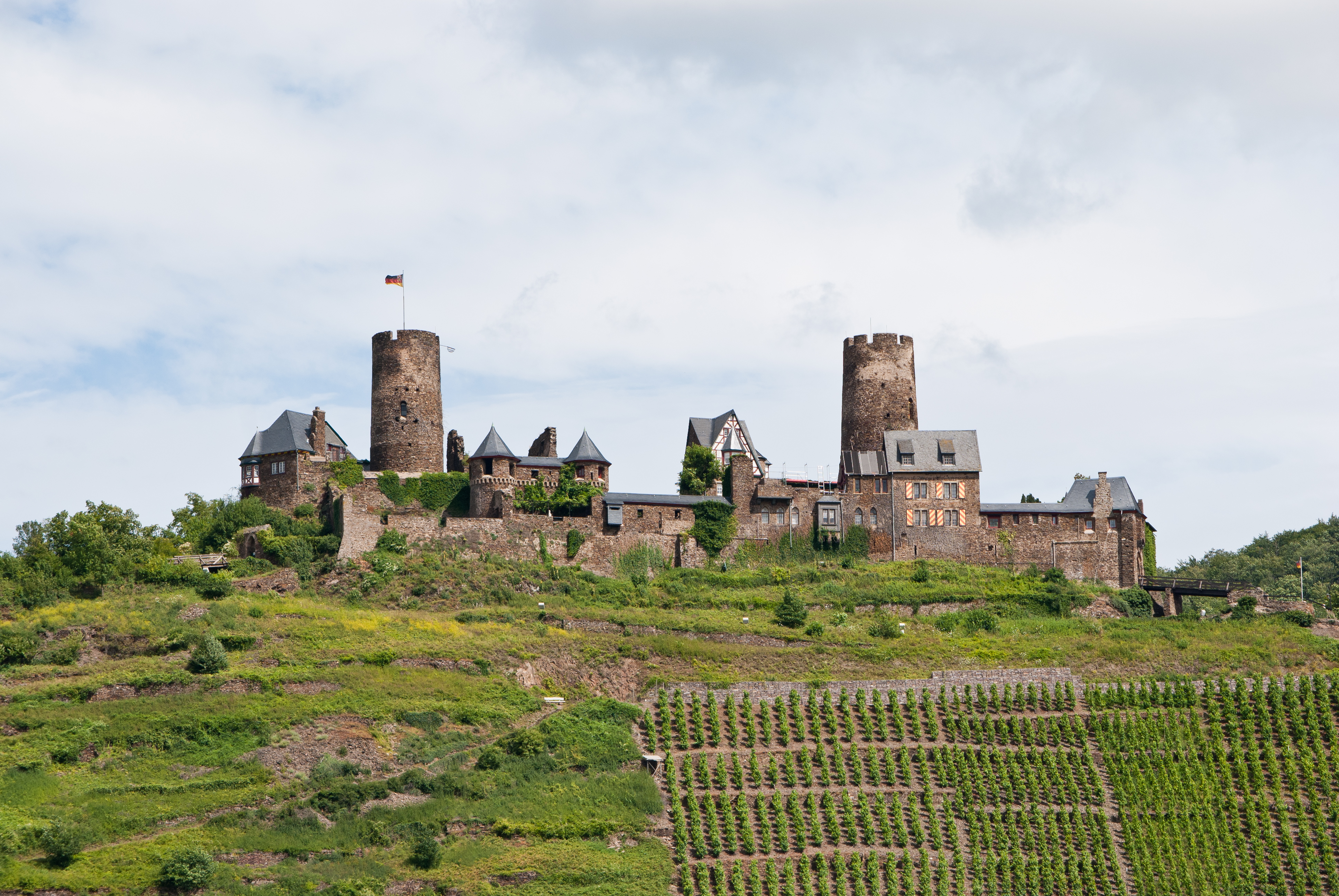
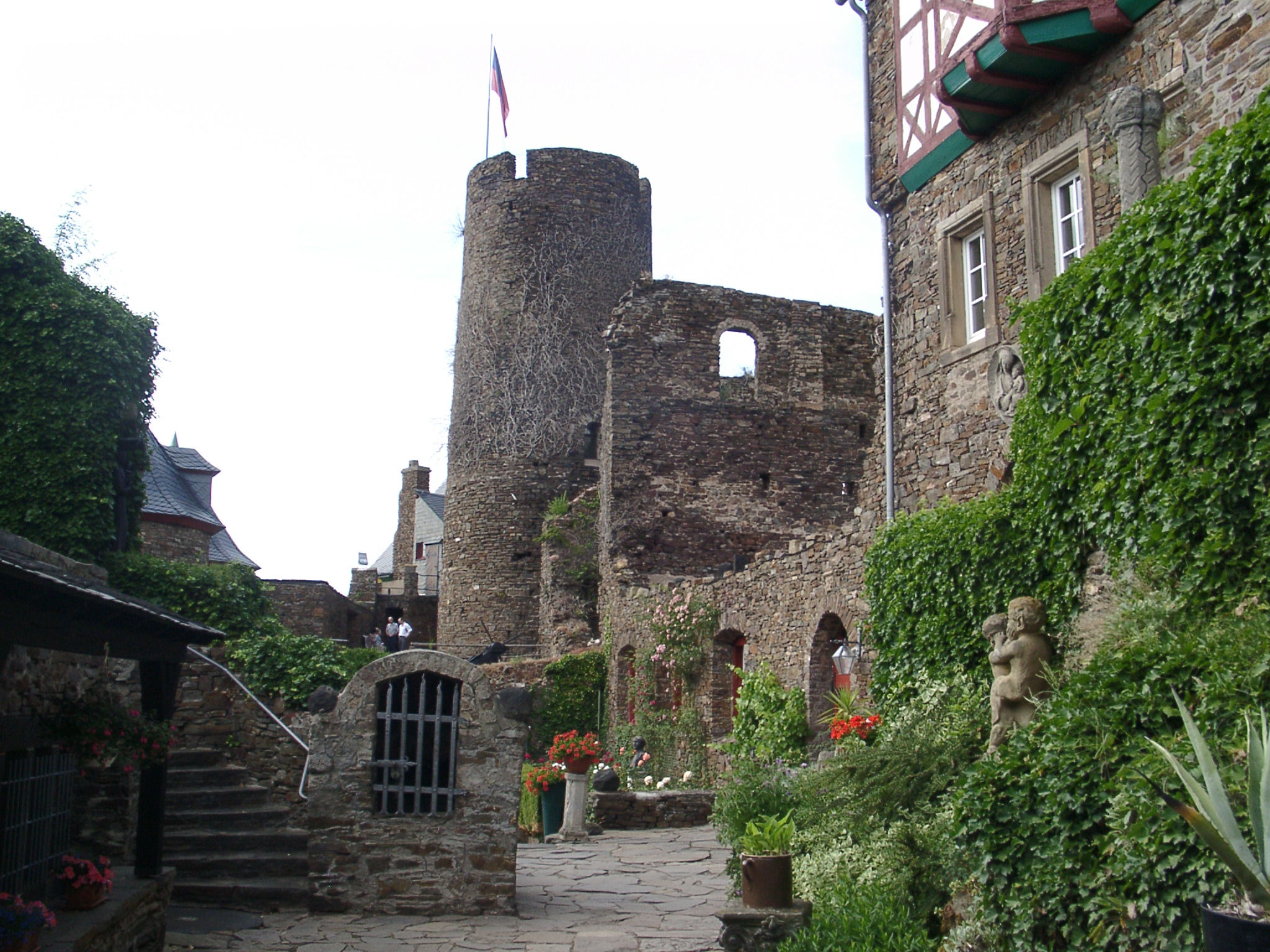
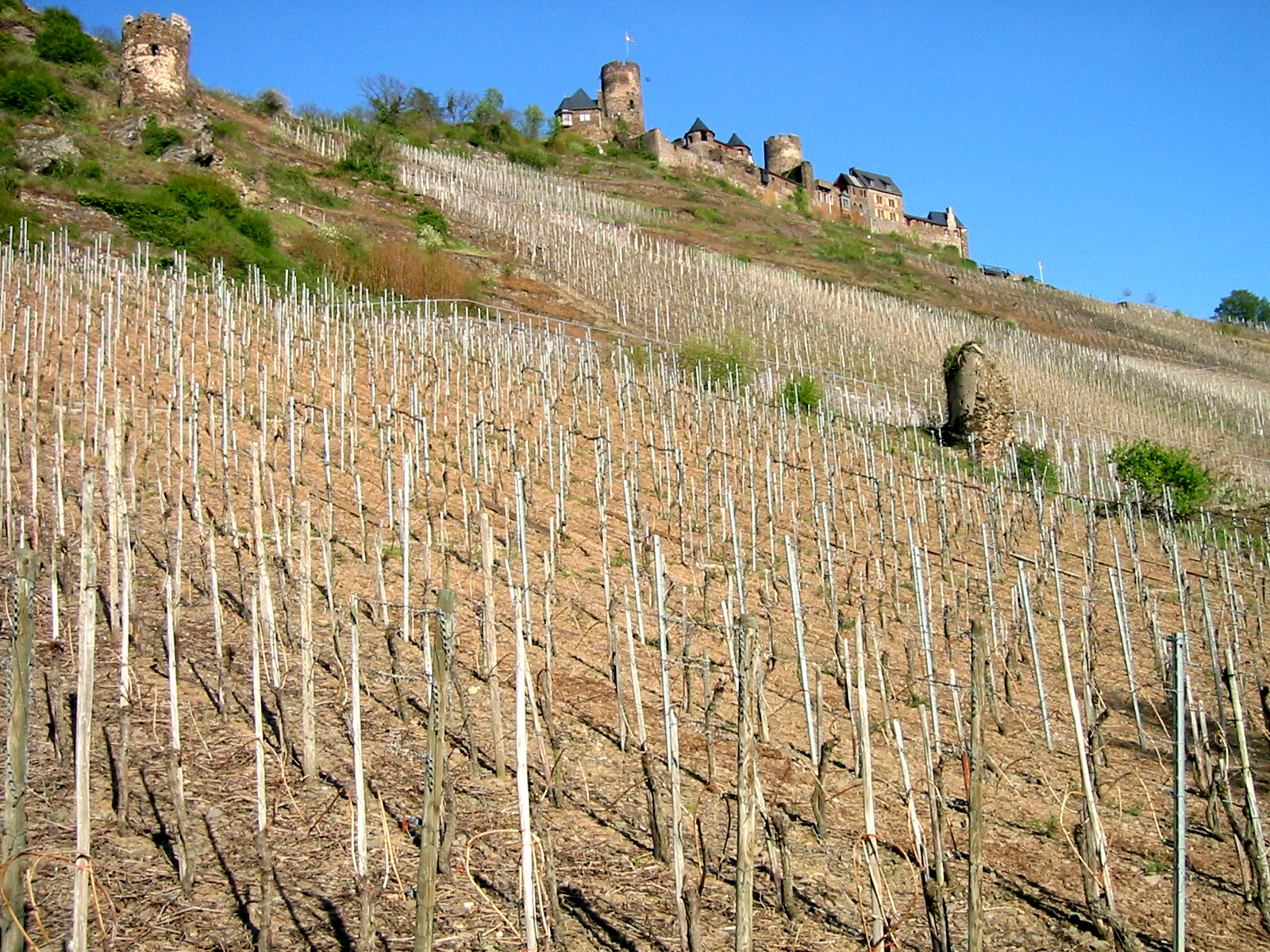
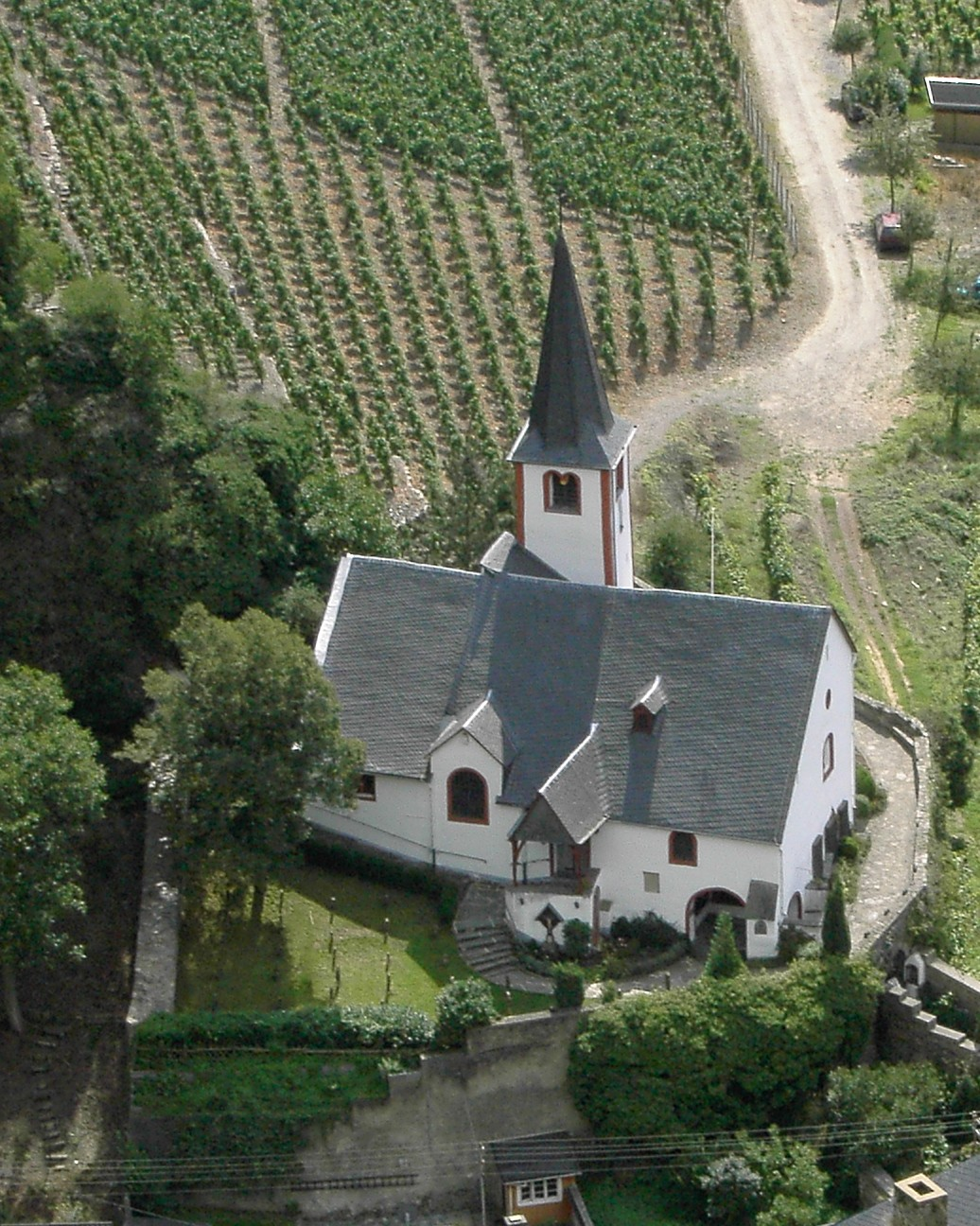

## Népesség
A település népességének változása:
| Lakosok száma | 689  | 673  | 669  | 672  | 651  | 649  | 666  | 634  | 697  | 697  |
|               | 1975 | 1987 | 1997 | 2005 | 2015 | 2017 | 2019 | 2021 | 2022 | 2023 |